# Makaroa
Makaroa es una isla en el archipiélago de la Islas Gambier de la Polinesia Francesa, situada a 8,5 km al sur de Mangareva en la misma laguna. Makaroa es de aproximadamente 1,3 km de longitud y tiene un pequeño islote rocoso fuera de su punto noroeste.
Makaroa está deshabitada. Es una isla irregular y estéril, con una altura máxima de 136 m, 1,8 km al Sureste de la Isla se encuentra la también isla de Kamaka.